# The Sims 2: FreeTime
The Sims 2: FreeTime — сьоме доповнення для відеогри 2004 року жанру симулятору життя «The Sims 2». В Північній Америці вийшло 26 лютого 2008, в Австралії — 28 лютого 2008, в ЄС — 29 лютого 2008. Доповнення додає до основної гри можливість для сімів мати хобі, додало нові кар'єри та значки таланту.

## Геймплей
Доповнення «The Sims 2: FreeTime» додало до гри хобі, новий район під назвою Дезідерата Валлей (англ. Desiderata Valley), нові таємні лоти, нового NPC джина, нові кар'єри та нові об'єкти. Також до можливостей сімів додалося пошиття одягу і виготовлення посуду за допомогою майструвальних приладів.

### Хобі
Доповнення пропонує на вибір 10 видів хобі. Аби посилювати хобі потрібно робити будь-яку активність пов'язану із цим захопленням. Коли рівень сили хобі перевищить половину, сіму відкриється таємний лот. Коли буде досягнута максимальна сила хобі, сім перейде у стан потоку. Різні хобі з різними рівнями сили дадуть сіму різні можливості. Наприклад, захоплення фітнесом на певному рівні дасть можливість ходити на пробіжку; захоплюючись природою, сім отримає можливість ловити жуків та спостерігати за птахами.
До десяти хобів сімів входять:
- Мистецтво: сіми із цим хобі люблять малювати, виробляти глиняні предмети, шити одяг.
- Кулінарія: із цим хобі сіми люблять готувати, читати книжки про страви, дивитись програми про їжу і відвідувати конкурси по приготуванню їжі.
- Спорт: із цим хобі сіми люблять грати у футбол, баскетбол, розмовляти про спорт та тренеруватися на спортивних майданчиках.
- Фітнес: із цим хобі сіми люблять пробіжки, займатися на тренажерах, читати про фітнес в інтернеті.
- Музика і танці: сіми з цим хобі люблять танцювати, слухати музику та спілкуватися з іншими сімами на ці теми.
- Ігри: сіми з цим хобі люблять грати в будь-які ігри: шахи, карти, ігри на комп'ютері.
- Кіно і література: із цим хобі сіми люблять читати різні книжки і дивитись фільми по телевізору.
- Природа: із цим хобі сіми люблять дивитися на пташок, ходити на прогулянки, ловити рибу, збирати колекцію метеликів та жуків.
- Наука: із цим хобі сіми люблять дивитися в телескоп, шукати нові планети і сузір'я, спостерігати за життям мурах.
- Техніка: із цим хобі сіми люблять лагодити різні предмети, авто, телевізор, ванну.

### Лічильник хобі
У кожного сіма є свій лічильник хобі. Він показує як часто сім займається хобі. Також цей лічильник дає спеціальні бали. За них можна придбати деякі бонуси. Наприклад: не так часто хотіти спати, не так швидко ставати голодним, не потребувати частого прийняття душу тощо.

### Старіння з іншими
В доповненні була додана можливість для сіма вибирати трьох друзів свого ж віку, аби разом з ними перейти на наступну вікову фазу при дні народженні.

### Кар'єри
Додалось п'ять нових кар'єр: океанолог, архітектор, шпигун, танцюрист і розважальна індустрія. У кожної кар'єри є свої кар'єрні нагороди.

### Вторинні прагнення
Сім може вибрати собі вторинні прагнення. Вони працюють так само як і головні прагнення, але не є такими важливими.

### Об'єкти і одяг
З'явилось багато об'єктів для різних хобі. Наприклад, кільце для баскетболу, стійка для балерини, стіл для архітектора тощо. Для малюків також з'явилися нові об'єкти. Новий одяг підібраний під різні захоплення та професії: кухарі, спортсмени, художники тощо.

### Джин
Коли будь-яке хобі отримає максимальний рівень сили, циганка принесе до будинку сіма пляшку з джином. За допомогою джина сім може отримати шанс здійснити три бажання. Коли три бажання будуть виконані, пляшка з джином зникне.

## Рецензії
| Агрегатор  | Оцінка |
| ---------- | ------ |
| Metacritic | 74/100 |

| Видання                    | Оцінка |
| -------------------------- | ------ |
| Eurogamer                  | 6/10   |
| GamesRadar+                | 6/10   |
| GameZone                   | 7.0/10 |
| IGN                        | 8.3/10 |
| PC Gamer (Велика Британія) | 83 %   |
| PC Zone                    | 70 %   |

В середньому доповнення отримало позитивні рецензії. Агрегатор Metacritic оцінив гру у 74 %.